# Central de Trabajadores de Nicaragua
La Central de Trabajadores de Nicaragua (CTN) es una central sindical en Nicaragua. Fue fundada en 1962 como el Movimiento Sindical Autónomo de Nicaragua (MOSAN), y en 1972 cambió su nombre a CTN.
Los reportes del ICTUR informan que miembros de la CTN fueron detenidos sin cargos por el gobierno sandinista en la década de 1980.
La CNT está afiliada con la Confederación Sindical Internacional.